# El Verae
El Verae es una comuna o municipio del departamento de Bababe, en la región de Brakna, en Mauritania. En marzo de 2013 presentaba una población censada de 8098 habitantes.
Se encuentra ubicada al suroeste del país, sobre el desierto del Sahara, cerca de la frontera con Senegal.